# Rebelión mapuche de 1598
La Rebelión mapuche de 1598 fue una de las más exitosas victorias de algún pueblo indígena en contra de los europeos. Aconteció en el actual sur de Chile a fines de la última década del siglo XVI, durante la Guerra de Arauco,  cuando los mapuches preparan un gigantesco levantamiento contra los españoles, el cual, a raíz de la victoria militar en Curalaba, tendría insospechadas consecuencias. La rebelión logrará la destrucción de todas las ciudades al sur de Río Bíobio, la recuperación de enormes territorios y años más tarde la junta y creación del Parlamento de Quilín (1641). 
Ante la probabilidad de perder todo el territorio (suceden simultáneamente a ataques exitosos de piratas holandeses en Chiloé y podría extenderse hasta Santiago de Chile, España deberá variar sus políticas diseñando la Guerra defensiva, creando el ejército profesional pagado por el Real Situado y el Sistema de fuertes del Biobío. El saldo de la rebelión fue altísimo, cerca de mil españoles perdieron la vida en el transcurso de aquella. En una carta de Gregorio Serrano al gobernador Alonso de Ribera fechada el 12 de octubre de 1600 las pérdidas materiales incluyeron el robo de 10 000 caballos y 500 000 cabezas de ganado por los alzados a los españoles.
La rebelión mapuche-huilliche de 1598-1604 fue el segundo gran levantamiento de estos pueblos, tras el levantamiento de Lautaro entre 1553 y 1557. No se volvería a ver una crisis semejante hasta la sublevación del mestizo Alejo, entre 1654 y 1662.

## Antecedentes

### Lado español
El imperio español se había expandido sobre la base de ejércitos privados compuestos por adelantados y su hueste o por encomenderos que debían prestar servicio militar por la merced recibida de parte del Rey. Este sistema estaba en crisis para fines de siglo XVI, cuando los españoles del norte del Biobío cada vez se resistían a ir a defender las "encomiendas" de los españoles de la zona de guerra. Los gobernadores intentaron suplir la situación reclutando gente en el Perú, pero esto tenía el inconveniente de que era resistido en el virreinato dada la mala calidad de los soldados no acostumbrados a luchar con indígenas tan belicosos. El gobernador Martín Óñez de Loyola previendo la gravedad insistió en reclutar hombres y marchó decidido a acabar la sublevación en diciembre de 1598.

### Lado mapuche
Se atribuye al toqui Paillamachu la organización del levantamiento, quién habría logrado reunir a los lonkos (caciques) Pelantaro, Anganamón y Guaiquimilla para dirigir las fuerzas. Los españoles habían logrado importantes avances en tierra mapuche, pero la larga guerra de Arauco estaba lejos aún de definirse tanto por los refuerzos que recibían los invasores como por las enfermedades europeas que diezmaban las fuerzas mapuches. A mediados de la década del ´90 un ataque de la viruela debió postergar la rebelión, afortunadamente para los mapuches los españoles estaban bajo ataque de piratas ingleses. Óñez de Loyola aprovechó el momento y salió en su primera campaña con una exigua fuerza de 154 soldados. Fundó el fuerte Santa Cruz de Óñez en 1594, intentando luego negociar tratos pacíficos con algunas poblaciones huilliches de la zona. Posteriormente, en febrero de 1597, los mapuches ya recuperados, comenzaron a hostilizar los nuevos fuertes provocando una nueva campaña del gobernador.

## Desarrollo de la rebelión
Los mapuches, cansados de la ocupación territorial y abusos españoles, la servidumbre y la captura de esclavos, se indignaron frente a la construcción de nuevos fuertes, que significaban ampliar el territorio español. Bajo el mando unificado de Pelantaro, comenzaron a hostilizar los fuertes sabiendo que ocasionarían otra campaña del gobernador. Cuando este partió el 21 de diciembre de 1598 hacia Angol, debía pasar por un lugar llamado Curalaba junto al río Lumaco. Pelantaro, recogiendo toda la experiencia de su pueblo, dividió sus fuerzas; y tras marchar en silencio durante la noche, lograron sincronizadamente rodear al ejército español y sus indígenas yanaconas aliados, la noche del 23 al 24 de diciembre. Al amanecer lograron una decisiva victoria, que fue la señal de la sublevación. Uno a uno fueron cayendo las ciudades y fuertes al sur del Biobío.

## Consecuencias

### Pérdida de ciudades "de arriba"
Los mapuches fueron capaces de destruir o forzar el abandono de muchas ciudades y asentamientos menores, incluidas las siete ciudades españolas en el territorio mapuche entre el río Bío Bío y el canal de Chacao, de forma que al sur de "la Frontera" los españoles solamente lograron seguir controlando Chiloé:
1. Santa Cruz de Coya, despoblada el 7 de marzo de 1599.[6]
2. Santa María la Blanca de Valdivia, destruida el 24 de noviembre de 1599. Murieron ahí más de 100 españoles y fueron tomados prisioneros por los indios más de 400 mujeres y niños, también españoles.[6]
3. Castro, parcialmente destruida y conquistada por fuerzas mapuches y holandesas lideradas por Baltazar de Cordes, este concertó una alianza con los mapuches de Chiloé en 1599.[7] Aunque los holandeses edificaron un fuerte para quedarse con el territorio en alianza con los mapuches, fue reconquistada por los españoles el 19 de abril de 1600 en el Combate de Castro.
4. La Imperial, despoblada el 5 de abril de 1600.[6]
5. San Andrés de Los Infantes, despoblada el 18 de abril de 1600.[6]
6. Santa María Magdalena de Villa Rica, resistió un largo asedio de tres años hasta su caída el 7 de febrero de 1602, siendo llamada por Tirso de Molina la «Numancia de las Indias».[6] Murieron todos sus defensores.
7. San Mateo de Osorno, reducida de villa a mero fuerte desde 1600, fue despoblada en marzo de 1604[6] por el capitán Francisco del Campo, quien logró llevar a su población a Chiloé, donde antes había desalojado a los holandeses.
8. Fuerte de la Santísima Trinidad, base de la repoblación de Valdivia y fundado en febrero de 1602, fue desmantelado en febrero de 1603 tras morir de inanición la mayoría de los 600 españoles.[6]

Todo el territorio entre el Biobío y el canal de Chacao se perdió, quedando solamente Chiloé gracias a su «inexpugnable insularidad». Se estiman en dieciocho millones de pesos las pérdidas materiales, tres mil españoles muertos y quinientas mujeres cautivas. Los sobrevivientes se convierten en refugiados que huyen a Santiago, Chiloé, Perú y hasta España. Concepción, Chillán, La Serena y Castro también se verán perjudicadas, especialmente en lo económico. Sin embargo, con estos refugiados, el gobernador Alonso de Rivera empezaría a poblar el inmenso y vacío territorio entre Santiago y Chillán repartiendo terrenos.

### Guerra defensiva
Los españoles escucharán la propuesta del padre Luis de Valdivia de dar por perdido y no atacar territorio mapuche y permitir solo el paso de Jesuitas que si lograran evangelizarlos podrían ser incorporados pacíficamente a los dominios del Rey de España. Si bien la estrategia pudo ser acertada no contó con el apoyo de los propios españoles que deseaban la guerra para implementar la encomienda.

### El real situado
El gobernador Alonso de Ribera decidió proteger el límite en el río Bio Bío con un dispositivo de fuertes, los que serían defendidos por soldados profesionales pagados por el dinero obtenido a través de un impuesto especial que pagarían los comerciantes de Lima: El real situado.
El gobernador que venía de las batallas de los tercios españoles en las guerras europeas, deberá realizar toda una reforma militar frente a la pésima calidad de los soldados que defienden este frente del imperio.

"Estaba esta gente tan mal disciplinada y simple en las cosas de la milicia, escribía a poco de haber llegado a Chile, que nunca tal pudiera imaginar ni me sería posible darlo a entender"
Carta de Alonso de Ribera a Felipe III, del 17 de marzo de 1601.

### Hegemonía de Santiago
De las diez ciudades fundadas por los españoles durante el siglo XVI, siete estaban en el sur chileno (Concepción, Angol, Cañete, La Imperial, Villarrica, Osorno y Valdivia) porque la región tenía mejores rutas de comunicación con las pampas (por tierra) y Perú (por mar). La mayor población indígena permitió crear encomiendas más grandes y productivas en manufacturas, ganadería, viñedos y cereales. Además, el territorio era mucho más rico en oro, motivándose el acelerado crecimiento de las villas y comercio, lo que llevó a un rápido desarrollo institucional (como el establecimiento del obispado de La Imperial o una casa de moneda en Osorno). Su posición, mucho más distante de las autoridades imperiales de Lima o Santiago, llevó a formar una clase dirigente de colonos más autónomos.

Sin la rebelión de los araucanos, el centro de gravedad de la futura civilización chilena se habría desplazado de Santiago y Valparaíso hacia La Imperial y Valdivia.

En comparación, Santiago tenía un clima mucho más seco, menor riqueza aurífera, menos indios tributarios y más problemas para comunicarse por tierra o mar por su geografía más montañosa. No era la región más seca pero si la más pacífica. Sin embargo, eliminada la competencia austral, su clase dirigente pudo imponerse sobre las aldeas del valle del Aconcagua hasta relegarlo a una zona productora de materias primas para esa ciudad, que luego exportaba a través de Valparaíso. Algo similar pasó con las villas del Maule y Colchagua o La Serena hasta mediados del siglo XVIII, cuando en estas últimas áreas empezaron a fundarse más pueblos y aumentó la producción y consumo local, desarrollando polos autónomos de poder.